# Diego, Thân vương xứ Asturias
Diego Félix của Áo, Thân vương xứ Asturias và Thái tử Diego của Bồ Đào Nha (15 tháng 8 năm 1575 – 21 tháng 11 năm 1582) là người con thứ 5 của vua Felipe II của Tây Ban Nha và Anna của Áo. Diego từng giữ tước hiệu Thân vương xứ Asturias cho người thừa kế ngai vàng Tây Ban Nha nhưng vào năm 1582 ông qua đời vì bệnh đậu mùa khi mới 7 tuổi trước khi có thể kế vị cha nên vị trí này đã được chuyền lại cho em trai ông Philip (sau là Felipe III của Tây Ban Nha).

## Tiểu sử
Vương tử Diego chào đời ngày 15 tháng 8 năm 1575 tại Kinh đô Madrid, Tây Ban Nha là người con thứ 5 và là con trai thứ 3 của vua Felipe II của Tây Ban Nha và Vương hậu Anna, vào thời điểm sinh ra ông còn có một người anh trai là Vương tử Fernando 4 tuổi vốn đang là người thừa kế rõ ràng cho ngai vàng Tây Ban Nha. Nhưng vào năm 1758 vị Hoàng tử này qua đời khiến cho Diego 3 tuổi đảm nhận trọng trách của người kế vị ngai vàng, ông chính thức được tấn phong làm Thân vương xứ Asturias (tương đương với Thái tử Tây Ban Nha) vào ngày 1 tháng 3 năm 1580 ở Madrid. Năm 1580, cha ông trở thành vua của Bồ Đào Nha đồng nghĩa với việc Diego sẽ là người kế vị của cả hai vương quốc. Hoàng tử Diego trở thành trẻ mồ coi mẹ cùng năm 1580 khi Vương hậu Anna mất khi thực hiện chuyến thăm đến Vương quốc Bồ Đào Nha, Diego khi đó mới 5 tuổi được chăm sóc bởi những người thân khác xung quanh. Sự nhạy bén và sáng dạ của Diego đã khiến cha ông, Felipe II vô cùng tự hào, Nhà vua thường viết thư ca ngợi con trai và dạy cho Diego tiếng Bồ Đào Nha để có thể nói chuyện với người dân khi cậu bé trở thành vua. Nhưng những chuẩn bị của vua cha đã không khiến Diego có thể sống đến tuổi trưởng thành, một lần nữa giống người anh trai Ferdinand, ông qua đời vì bệnh đậu mùa khi mới 7, Felipe II đã vô cùng đau buồn vì sự ra đi của ông để lại cho người em trai Felipe 3 tuổi vốn có sức khỏe ốm yếu lại tiếp tục vai trò của người thừa kế tương lai. Dù nhà vua vẫn còn một người con là Hoàng tử Felipe nhưng vị hoàng tử này không có sức khỏe tốt so với hai anh trai khiến cho nhà vua luôn tin rằng Felipe sẽ chết yểu. Nhưng khác với những gì ông suy nghĩ, Felipe đã sống đến tuổi tưởng thành và kế vị ông thành vua Felipe III của Tây Ban Nha vào năm 1598.